# Jean-Michel Folon
Jean-Michel Folon (Uccle, 1º marzo 1934 – Principato di Monaco, 20 ottobre 2005) è stato un illustratore, pittore e scultore belga.
Il suo stile è caratteristico: visi uniformi, abiti spesso scuri, colori sfumati dal blu al malva con predilezione per l'acquerello.

## Biografia
Nacque a Uccle, in Belgio, intraprese gli studi di architettura a Bruxelles presso l'École Saint-Luc che però abbandonò nel 1955 per dedicarsi al disegno. Si trasferì in seguito a Parigi. Lì fu influenzato dall'avanguardia di Pablo Picasso e i surrealisti. Nel 1960 i suoi lavori ricevettero una positiva accoglienza e vennero pubblicati dalle riviste newyorkesi Esquire, Horizon, The New Yorker e Time.
Nel 1967 incominciò una collaborazione con lo scrittore Giorgio Soavi con il quale realizzò numerosi progetti per Olivetti. Importanti i libri illustrati per l'azienda di Ivrea, tra cui La metamorfosi di Franz Kafka e Le Cronache marziane di Ray Bradbury.
Per le edizioni Nuages di Milano illustrò inoltre L'uomo invisibile di H. G. Wells (1992) e Favole di Jean de La Fontaine (1996).
La consacrazione come illustratore arrivò nel 1969 con una mostra allestita presso la galleria Lefebre di New York che fece conoscere i suoi acquerelli in tutto il mondo.
Risalgono al 1970 le prime esposizioni in Italia in occasione della Biennale di Venezia nel padiglione belga e presso la galleria "Il Milione" di Milano. Nello stesso anno realizzò un murale di 165 m2 nella metropolitana di Bruxelles dal titolo Magic City. Importante, negli stessi anni, la produzione di manifesti (per il Festival dei Due Mondi, per il Festival di Cannes, per Amnesty International...) che hanno fatto parlare di lui come "l'ultimo affichiste":
Negli anni successivi si realizzarono mostre di sue opere in vari paesi del mondo, in particolare quelle tenutesi al Musée des Arts Décoratifs di Parigi e ai Musei Reali di Belle Arti del Belgio a Bruxelles riscossero particolare successo.
Dal 1971 venne utilizzata della trasmissione Italiques de Marc Gilbert, una striscia animata realizzata da Folon in apertura e chiusura, cosa che portò il grande pubblico a conoscere l'autore belga. Risale al 1974 la sua litografia Ein Baum stirbt - Un albero muore, esemplare numerato, conservata al MASILugano di Lugano. Dal 1975 venne utilizzata dal canale televisivo francese Antenne 2 una striscia animata in apertura e chiusura delle trasmissioni.
Durante gli anni ottanta intraprese nuove esperienze con l'allestimento di scenografie, la scultura su legno e la creazione di cartoni animati. Negli anni novanta comincia a modellare la pietra e il bronzo:
Il 1989 segnò il suo successo filatelico e pubblico in Francia: egli concepì il logo dell'esposizione internazionale filatelica di Parigi Philexfrance 89 e il logo degli «uccelli» che sono stati il simbolo della commemorazione della Rivoluzione francese su numerosi francobolli e oggetti commemorativi nel mondo.
Nel 1990 espone al Metropolitan Museum di New York ma la scelta delle opere da parte di William S. Lieberman, curatore dell'esposizione, lo lascerà insoddisfatto tanto da confessare, in una conversazione con la gallerista Cristina Taverna: «È come essere arrivato in Finale al Torneo di Wimbledon e averlo perso!»
Altra collaborazione con aziende italiane iniziò nel 1981 quando realizzò un'intera campagna pubblicitaria in collaborazione con Alberto Meomartini con manifesti, cartoni animati e murales su tematiche ambientali per la Snam.
Nel 1999 fu incaricato dal Comune di Siena a dipingere il drappellone per il palio di Siena di luglio, vinto dalla Nobile Contrada dell'Oca.
Il 27 ottobre 2000 l'artista inaugurò una fondazione a suo nome con sede al parco de La Hulpe nei dintorni di Bruxelles dove si trovano più di trecento sue opere.
Nel 2003 fu insignito dell'Ordine della Legione d'onore dal presidente della Repubblica francese Jacques Chirac; inoltre ricevette la nomina ad ambasciatore dell'Unicef.
Nel 2005 fu tenuta a Firenze la sua più grande mostra, Folon Firenze, curata da Marilena Pasquali, dove l'artista espose i suoi famosi acquarelli e le sue sculture al Forte di Belvedere, proprio dove anni prima aveva esposto Henry Moore. Nel 2011, successivamente alla sua morte, parte di tali opere sono state donate dalla moglie alla città di Firenze, che le ha collocate nel Giardino delle Rose. Una mostra dallo stesso titolo, Folon Firenze, si era tenuta nella città toscana nel 1990, a cura di Cristina Taverna.
Jean-Michel Folon è stato anche un ardente difensore dei diritti umani. Ha infatti illustrato varie campagne di sensibilizzazione per Amnesty International.
Il 20 ottobre 2005 l'artista si spense a Montecarlo a causa della leucemia di cui soffriva da alcuni anni.

## Opere

### Pittura
- Decorazione della stazione Montgomery della metropolitana di Bruxelles.
- L'amour nu (1981) acquerello
- Le sacre du primtemps (2002) acquerello

### Scultura
- Quelqu'un, 1992 bronzo
- Fontana dell'Uomo della pioggia, (2003-2015)[11], bronzo, Lungarno Aldo Moro, Firenze
- Un oiseau, 1993 bronzo, esposizione permanente, Giardino delle Rose, Firenze
- Chat-oiseau, 1994 bronzo, esposizione permanente, Giardino delle Rose, Firenze
- Chat, 1996 bronzo, esposizione permanente, Giardino delle Rose, Firenze
- 25ème Pensée, 1999 bronzo, esposizione permanente, Giardino delle Rose, Firenze
- Méditerranée, 2001 bronzo, esposizione permanente, Giardino delle Rose, Firenze
- L'envol, 2002 bronzo, esposizione permanente, Giardino delle Rose, Firenze
- Vivre, 2002 bronzo, esposizione permanente, Giardino delle Rose, Firenze
- Partir, 2002 bronzo, esposizione permanente, Giardino delle Rose, Firenze
- Je me souviens, 2003 bronzo, esposizione permanente, Giardino delle Rose, Firenze
- Panthère, 2003 bronzo, esposizione permanente, Giardino delle Rose, Firenze
- Walking, 2003 bronzo, esposizione permanente, Giardino delle Rose, Firenze
- L'albero dai frutti d'oro, 2002, Fattoria di Celle- Collezione Gori, Pistoia
- L'oiseau, Rotonda di viale Apua, Pietrasanta
- Premiere pensee, 2003 bronzo, collezione privata, pezzo unico

### Filatelia
- Philexfrance 82: «La Poste et les hommes» e «La Poste et les techniques», francobolli francesi, 1982.
- Logo di Philexfrance 89.
- Les oiseaux, bicentenario della Rivoluzione francese, francobollo francese, gennaio 1989
- Serie Europa, quattro francobolli in due dyptiques britanniques, 1991.
- Ves Jeux Paralympiques de Tignes, francobollo francese, 1992 (riprendendo il tema degli uccelli).
- 50e anniversaire de la Déclaration universelle des Droits de l'Homme, francobollo delle amministrazioni dell'ONU (New York, Ginevra e Vienna), 1998.
- 50º anniversario della dichiarazione universale dei diritti dell'uomo, francobollo italiano, 1998, ripresa di uno dei motivi dei timbri dell'ONU (tema degli uccelli).
- Élections européennes de juin 1999, francobollo francese, 1999.

#### Opere originali filateliche
Belgio
- 1981 - Anno internazionale dei disabili
  - L'albero della vita
  - Occhio del sole nascente al centro
- 1983 - Filatelia per la gioventù
  - Viso di fanciullo

Francia
- 1982 - Esposizione filatelica internazionale Philexfrance '82
  - La posta e gli uomini
  - La posta e la tecnica
- 1989 - Bicentenario della Rivoluzione francese
  - Tre uccelli in volo: Libertà, Uguaglianza, Fratellanza
- 1991 - Giochi paralimpici di Tignes
  - Uccello in volo con ali spezzate
- 1999 - Elezioni del Parlamento europeo
  - Mano che aggiunge una stella all'albero Europa
- 2010 - Invitation au voyage
  - Galerie anne-marie et roland pallade[12]

Gran Bretagna
- 1991 - L'Europa e lo spazio
  - Il sistema solare visto dalla Terra

Italia
- 1998 - Esposizione mondiale di Filatelia: Giornata dei diritti dell'uomo
  - Uccelli in volo e una mano aperta
- 2005 - Folon-Firenze: Ultima mostra antologica di Jean-Michel Folon

Nazioni Unite
- 1998 - Cinquantenario della dichiarazione universale dei diritti dell'uomo
  - Uomo con bandiera
  - Uomini con penne
  - Uccelli in volo
  - Mano e uccelli
  - Uomo e albero
  - Ruote dentate

Principato di Monaco
- 1996 - Festival internazionale del circo
  - Clown
- 2000 - Monaco e il mare
  - Pennello che disegna il sole
- 2000 - Croce Rossa Monegasca
  - Mano che dona e mano che riceve una goccia di sangue
- 2004 - Biennale monegasca di cancerologia
  - Mani

Svizzera
- 1999 - Unione Postale Universale
  - La comunicazione oggi
- 2000 - Comitato Olimpico Internazionale
  - Mano con fiore dei cinque cerchi

Territori antartici e australi francesi
- 2000 - Uccello di Folon
  - Uccello in volo

Altre opere
- Une tapisserie tisée à Aubusson è esposta al centro congressi di Monaco.
- Les oiseaux, bicentenario della Rivoluzione francese, carta telefonica di France Télécom, 50 unités, gennaio 1989 (?).